# Seznam tramvajových obratišť v Brně
Seznam tramvajových obratišť v Brně obsahuje existující i zrušená brněnská tramvajová obratiště. Zahrnuje dlouhodobé výluky.

## Provozovaná obratiště (2024)

### Smyčky
- ARENA BRNO (manipulační)
- Obřany, Babická (4)
- Čertova rokle (7, 9)
- Červinkova (některé spoje 12)
- Ečerova (1)
- Juliánov (9)
- Komárov (12)
- Královo Pole, nádraží (6) – součástí smyčky je kolejová spojka na železniční trať 251; uzel MHD pro severozápad Brna a okolí
- Maloměřický most (některé spoje 4)
- Mendlovo náměstí (některé spoje 5, manipulační) – uzel MHD pro jihozápad Brna a okolí
- Modřice (2)
- Náměstí Míru (4)
- Nové sady, smyčka (některé spoje 1, manipulační)
- Novolíšeňská (některé spoje 8 a 10, manipulační)
- Rakovecká (3,10)
- Řečkovice (1)
- Stará osada (2, 3) – uzel MHD pro severovýchod Brna a okolí
- Starý Lískovec (6, 7)
- Stránská skála (některé spoje 10)
- Štefánikova čtvrť (5)
- Švermova (některé spoje 6, 7)
- Technologický park (12)
- Ústřední hřbitov (5, některé spoje 2)
- Vozovna Komín (10)
- Zemědělská (7, manipulační)

#### Blokové
- Geislerova (10, manipulační)
- Mostecká (manipulační)
- Malinovského náměstí (manipulační) – průjezdná ze tří směrů

#### Objízdná kolej
- Vozovna Pisárky (1, P1, manipulační)

### Úvraťová obratiště
- Mifkova (8)
- Nemocnice Bohunice (8) - uzel MHD pro jihozápad Brna a okolí
- Kotlanova (manipulační, dříve smyčka)
- Komenského náměstí (manipulační)

#### Kolejové spojky
- Česká (manipulační)
- Masná (manipulační)
- Královo Pole, nádraží (manipulační spojka před smyčkou)
- Stránská skála (manipulační spojka před smyčkou)

## Zrušená obratiště
- Bystrc (v prostoru parkoviště u Zoo)
- Horní Heršpice
- Jundrov (u zahradnictví na levém břehu)
- Karlova (u železničního viaduktu)
- Karlovo nám.
- Semilasso (před býv. vozovnou)
- Technické muzeum (dříve Kr. Pole střelnice)
- Ústřední hřbitov (před branou hřbitova)
- Zvonařka

## Plánovaná obratiště
- Kamechy – ukončení plánovaného prodloužení linky 1 z Ečerovy
- Muzeum dopravy – ukončení plánovaného prodloužení linky 10 ze Stránské skály ve stopě někdejší místní dráhy Černovice–Líšeň